# Thomas Abel Brimage Spratt
Ne doit pas être confondu avec Thomas Sprat.
Pour les articles homonymes, voir Sprat (homonymie).
Thomas Abel Brimage Spratt, né le 11 mai 1811 à Teignmouth (Royaume-Uni) et mort le 12 mars 1888 à Royal Tunbridge Wells (Royaume-Uni), est un vice-amiral britannique, également hydrographe et géologue.

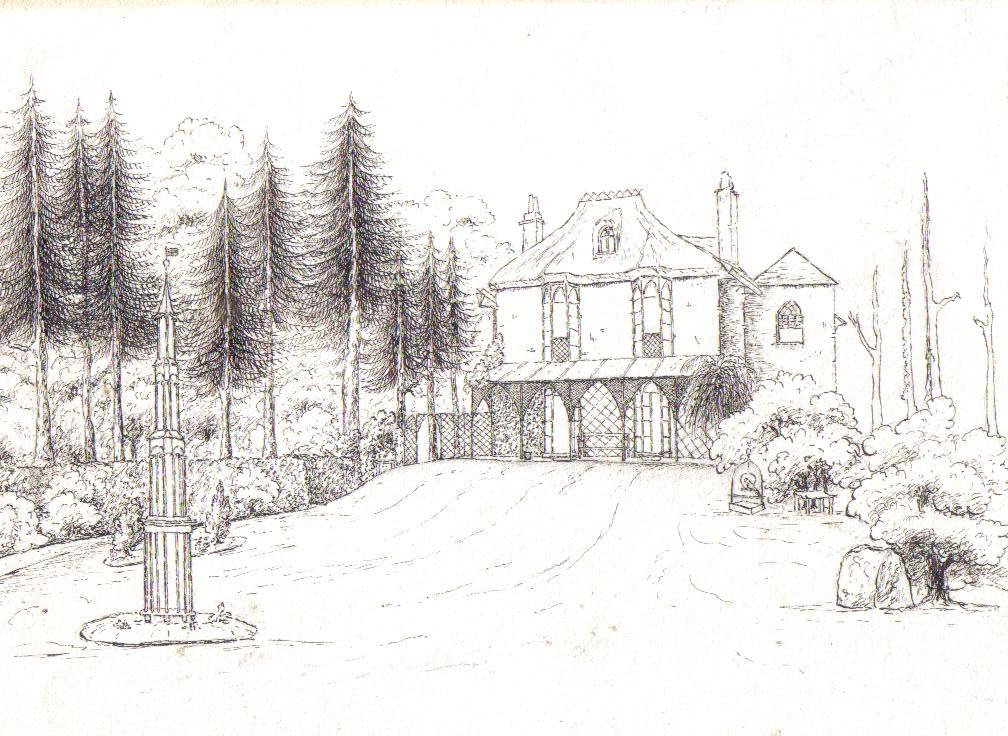
Woodway Cottage en 1825, lieu de naissance de Thomas Spratt.

## Biographie
Thomas Abel Brimage Spratt naît à Woodway House (en), à East Teignmouth. Il est le fils aîné survivant du commandant de la Royal Navy James Spratt (en), officier et héros de la bataille de Trafalgar.
Il rejoint la Royal Navy à l'âge de 16 ans en 1827 et est attaché à la section d'arpentage sur le HMS Victory. Jusqu'en 1863, il travaille presque sans relâche à surveiller la Méditerranée alors qu'il commandait la frégate de sixième classe HMS Volage (en) convertie en bâtiment hydrographique. En tant que commandant du HMS Spitfire (de), il rend un service distingué dans la mer Noire pendant la guerre de Crimée et est nommé à l'ordre du Bain en 1855.
Auparavant, il avait été associé à Edward Forbes, alors naturaliste du HMS Beacon (en). Au cours des années 1841-1843, ils font des observations sur la distribution bathymétrique de la vie marine. Il doit particulièrement à Forbes son intérêt pour l'histoire naturelle et la géologie, et ensemble ils publient Travels in Lycia, etc. (1847).
Il est élu membre de la Royal Society en tant « qu'auteur de Travels in Lycia et d'importants articles dans les journaux des sociétés de géologie et de géographie ».
Pendant son congé de maladie à Teignmouth en raison des séquelles du paludisme, il a enquêté sur les mouvements des Sand Bars à Teignmouth et a suggéré des moyens pratiques d'améliorer l'entrée du port. Il publia ses recherches en 1856 et fut félicité pour la clarté et le caractère pratique de son travail par Isambard Kingdom Brunel, qui construisait à l'époque le South Devon Railway.
Spratt a fouillé les grottes de Malte et y a trouvé des restes de l'éléphant nain (Elephas melitensis), décrits par Hugh Falconer. Il a étudié la géologie de plusieurs îles grecques, des rives de l'Asie mineure et du delta du Nil.
Il est particulièrement distingué pour ses Travels and Researches in Crete (2 vols., 1865), dans lesquels il a décrit la géographie physique, la géologie, l'archéologie (pont d'Eleutherna (en), à Eleftherna) et l'histoire naturelle de l'île. Deux espèces de fossiles ont été nommées en son honneur et plusieurs livres lui ont été dédiés. Il a été commissaire aux pêches de 1866 à 1873 et conservateur par intérim de la rivière Mersey de 1879 à sa mort en 1888.
Il est marié à Sophia Price avec laquelle il a un fils. Il meurt à Tunbridge Wells le 12 mars 1888.

## Rôle dans la découverte de Troie
Les archéologues Heinrich Schliemann, Wilhelm Dörpfeld et Carl Blegen ont utilisé une des cartes créées par Thomas Spratt, connues sous le nom de "Carte de Spratt", qui ont contribué à la découverte de Troie, car un professeur allemand des antiquités classiques travaillant avec Spratt a ajouté le nom Troie avec un point d'interrogation à l'emplacement réel de Troie. Il l'avait ajouté, car il était au-dessus des ruines de la ville grecque identifiée de Novo Ilium (Nouvelle Troie). En regardant la carte, Schliemann a vu le mot Troie suivi d'un point d'interrogation et a décidé de commencer à y creuser, ce qui a conduit à la découverte de Troie.

## Voir également
- (en)O'Byrne, William Richard (1849). " Spratt, Thomas Abel Brimage".  A Naval Biographical Dictionary. John Murray. Wikisource.
- Canal de Xerxès